# La máscara de la conquista
 La máscara de la conquista  es una película de Argentina filmada en colores dirigida por Miguel Mirra sobre su propio guion escrito en colaboración con Hugo Pedrazoli, Jorge Dominici, Víctor Schajovistz y Eduardo Bardocchi según una idea de Miguel Mirra que seprodujo en 1986 y no fue estrenada comercialmente. Fue el primer largometraje de Mirra, un director que si bien realizó otros filmes de ficción se concentró más especialmente en el cine documental..

## Sinopsis
Narra las peripecias de una expedición española a América  en el siglo XVI e incluye representaciones coreográficas basadas en ritos y mitos indígenas.

## Reparto
| Actor              | Personaje |
| ------------------ | --------- |
| Víctor Schajovistz |           |
| Ricardo Antuña     |           |
| Walter Becker      |           |
| Rudy Lostra        |           |
| Jorge Paz          |           |
| Eduardo Cid        |           |
| Marta Valle        |           |
| Pablo Igol         |           |
| Enrique Marinoff   |           |
| Nico Miraviglia    |           |
| Janet Simonetta    |           |
| Graciela Pignataro |           |
| Luis María Carrizo |           |

## Comentarios
Daniel López en  Catálogo del Nuevo Cine Argentino 1984-1986 escribió:

«Gran metáfora de la conquista de América en el siglo XVI, mostrándose sus dos caras: Ana Felisa, mujer y mito al mismo tiempo, sobrevive gracias a su espíritu no conquistador.»